# Mesochorus varius
Mesochorus varius är en stekelart som beskrevs av Schwenke 1999. Mesochorus varius ingår i släktet Mesochorus och familjen brokparasitsteklar. Inga underarter finns listade i Catalogue of Life.